# 원주우체국
원주우체국(原州郵遞局)은 원주 지역의 우편 업무와 우체국금융서비스 업무를 수행하는 강원지방우정청 소속 우체국이다. 강원특별자치도 원주시 서원대로 412(단구동)에 원주우체국이, 이화1길 27(단계동)에 원주우체국 집배센터가 있다.

## 기본 정보
- 주소: 강원특별자치도 원주시 서원대로 412 (강원지방우정청과 청사 공유) 원주우체국, 이화1길 27 원주우체국 집배센터
- 우편번호: 26485

## 연혁
- 1902년 6월 13일: 원주임시우체소로 개소(인동 22번지)
- 1912년 3월 12일: 원주우편소로 명칭 변경
- 1948년 8월 15일: 원주우체국으로 개칭
- 1977년 12월 23일: 원주우체국 신축이전(일산동 54-1)
- 2010년 5월 31일: 만종우편취급국 폐국[1]
- 2010년 11월 15일: 원주학성동우체국 폐국[2], 원주중앙동우체국 개국[3]
- 2010년 12월 13일: 원주우체국 신축이전(서원대로 412 (단구동)) - 금융업무, 우편접수, 택배접수, 원주우체국 집배센터(이화1길 27 (단계동)) - 배달업무
- 2013년 1월 31일: 원주황둔우편취급국 폐국[4]
- 2014년 7월 4일: 원주연세대학교우체국, 상지대학교우체국 폐국[5]
- 2014년 7월 7일: 원주연세대학교우편취급국 설치[5]
- 2014년 9월 30일: 원주단계아파트우편취급국 위탁계약 해지[6]
- 2015년 7월 1일: 원주단계아파트우편취급국을 원주원문로우편취급국으로 명칭 변경[7]
- 2016년 2월 19일: 원주명륜동우편취급국 위탁계약 해지[8]
- 2016년 4월 1일: 원주명륜동우편취급국 재개국[9]
- 2017년 10월 2일: 원주봉산동우편취급국 위탁계약 해지 및 삼광2길 11-5에 재개국[10]
- 2018년 12월 1일: 원주연세대학교우편취급국을 연세대학교 원주캠퍼스우편취급국으로 명칭 변경[11]
- 2019년 12월 9일 : 연세대학교 원주캠퍼스우편취급국을 연세대학교 미래캠퍼스우편취급국으로 명칭 변경[12]
- 2020년 1월 2일 : 원주개운동우체국 폐국[13]
- 2020년 7월 1일 : 원주기업도시우편취급국, 원주혁신도시우편취급국 신설[14]
- 2023년 9월 27일: 원주남부우편취급국 폐국.
- 2024년 5월 17일: 원주단구동우체국 폐국.
- 2024년 5월 20일: 원주반곡동우체국 신설.

## 관할 우체국
| 우체국명                        | 사진 | 주소                                                                             | 비고 |
| ------------------------------- | ---- | -------------------------------------------------------------------------------- | --- |
| 강원지정우체국                  |      | 강원특별자치도 원주시 간현로 132                                                 | |
| 귀래우체국                      |      | 강원특별자치도 원주시 귀래면 북원로 123 (운남리)                                 | |
| 만종우편취급국                  |      | 강원특별자치도 원주시 호저면 만종리 659-40                                       | 2010년 5월 31일 폐국 |
| 문막우체국                      |      | 강원특별자치도 원주시 문막읍 건등로 2                                            | |
| 부론우체국                      |      | 강원특별자치도 원주시 부론면 법천시장길 35                                       | |
| 상지대학교우체국                |      | 강원특별자치도 원주시 상지대길 83                                                | 2014년 7월 4일 폐국 |
| 소초우체국                      |      | 강원특별자치도 원주시 소초면 치악로 2778(평장리)                                 | |
| 신림우체국                      |      | 강원특별자치도 원주시 신림면 치악로 29                                           | |
| 연세대학교 미래캠퍼스우편취급국 |      | 강원특별자치도 원주시 연세대길 1                                                 | 2014년 7월 7일 신설 2018년 12월 1일 원주연세대학교우편취급국에서 명칭 변경 2019년 12월 9일 연세대학교 원주캠퍼스우편취급국에서 명칭 변경 |
| 원주가현동우체국                |      | 강원특별자치도 원주시 북원로 2711(가현동)                                        | |
| 원주개운동우체국                |      | 강원특별자치도 원주시 남원로 562-8                                               | 2020년 1월 2일 폐국 |
| 원주기업도시우편취급국          |      | 강원특별자치도 원주시 지정면 기업도시로 6, 113호                                 | 2020년 7월 1일 신설 |
| 원주남부우편취급국              |      | 강원특별자치도 원주시 치악로 1750(개운동)                                        | 2023년 9월 27일 폐국 |
| 원주단계동우체국                |      | 강원특별자치도 원주시 이화1길 27                                                 | |
| 원주단구동우체국                |      | 강원특별자치도 원주시 치악로 1558                                                | 2024년 5월 17일 폐국 |
| 원주명륜동우편취급국            |      | 강원특별자치도 원주시 남원로469번길 80(명륜동 848-1 동보렉스9차아파트상가 104호) | |
| 원주봉산동우편취급국            |      | 강원특별자치도 원주시 행구로 127, 1층(봉산동)                                    | 2017년 10월 2일 이전 |
| 원주봉화산우체국                |      | 강원특별자치도 원주시 봉화로 61(단계동)                                          | |
| 원주연세대학교우체국            |      | 강원특별자치도 원주시 연세대길 1                                                 | 2014년 7월 4일 페국 후 연세대학교미래캠퍼스우편취급국으로 변경                                                                           |
| 원주우산동우체국                |      | 강원특별자치도 원주시 우산초교길 33-11                                           | |
| 원주원문로우편취급국            |      | 강원특별자치도 원주시 원문로 172(단계동)                                         | 2015년 7월 1일 원주단계아파트우편취급국에서 명칭 변경                                                                                    |
| 원주중앙동우체국                |      | 강원특별자치도 원주시 평원로 57                                                  | 2010년 11월 15일 신설 |
| 원주반곡동우체국                |      | 강원특별자치도 원주시 혁신로 17                                                  | 2024년 5월 20일 신설 |
| 원주학성동우체국                |      | 강원특별자치도 원주시 학성동 206-1                                               | 2010년 11월 15일 폐국 |
| 원주혁신도시우편취급국          |      | 강원특별자치도 원주시 황금로 23, 201호                                           | 2020년 7월 1일 신설 |
| 원주황둔우편취급국              |      | 강원특별자치도 원주시 신림면 황둔로 1212                                         | 2013년 1월 31일 폐국 |
| 제502군사우체국                 |      | 강원특별자치도 원주시 북원로 2777 (가현동)                                       | |
| 흥업우체국                      |      | 강원특별자치도 원주시 흥업면 울업1길 1-1(흥업리 64-2)                            | |

## 조직
- 우편물류과
  - 집배실
  - 우편물류팀
  - 운용실
- 금융영업과
- 우편영업과
- 지원과
  - 서무팀
  - 회계팀
- 소포영업과
- 경영지도실